# Alimmainen Avlijärvi
Alimmainen Avlijärvi och Ävlijärvet, eller Ävlijävrik är sjöar i Finland. De ligger i kommunen Enare i landskapet Lappland, i den norra delen av landet, 1 100 km norr om huvudstaden Helsingfors. Alimmainen Avlijärvi ligger 174 meter över havet. Omgivningarna runt Alimmainen Avlijärvi är i huvudsak ett öppet busklandskap. Arean är 20,6 hektar och strandlinjen är 4,05 kilometer lång. Sjön  ingår i Neidenälvens huvudavrinningsområde. 